# Maurice Martenot
Maurice Martenot (Parigi, 14 ottobre 1898 – Clichy, 8 ottobre 1980) è stato un inventore francese creatore dell'Onde Martenot, uno strumento musicale usato per creare suoni ed effetti speciali nella musica moderna, impiegato da diversi importanti compositori.

## Biografia
Nato a Parigi, è soprattutto conosciuto per la sua invenzione dell'Onde Martenot, un organo elettronico, precursore dei moderni sintetizzatori musicali, presentato per la prima volta al pubblico nel 1928 presso l'Opéra di Parigi. In seguito lo strumento verrà perfezionato. Nel 1930 Martenot suonò la sua invenzione assieme all'Orchestra di Filadelfia diretta da Leopold Stokowski. Nel 1938 presentò un modello in microtonale dell'Onde Martenot. I musicisti e compositori che impararono a suonare lo strumento includono Edgard Varèse, Pierre Boulez, André Jolivet, Arthur Honegger, Darius Milhaud, Olivier Messiaen, Jeanne Loriod, Karel Goeyvaerts, Georges Savaria e Gilles Tremblay.
All'Esposizione universale del 1937 gli fu assegnato il Grand Prix.
Fu docente al conservatorio di Parigi tra il 1947 e il 1970. Istituì inoltre la  scuola d'arte Martenot a Neuilly-sur-Seine.
Martenot scrisse dei saggi in cui spiegò come impiegare lo strumento, quali Méthode Martenot (1952) e Principes fondamentaux de formation musicale et leur application (1970).
Martenot morì nel 1980, a Clichy, all'età di 81 anni.

## Libri
- Méthode Martenot, 1952
- Principes fondamentaux de formation musicale et leur application, 1970